# Hypogastrura crassa
Hypogastrura crassa är en urinsektsart som först beskrevs av Oudemans 1890.  Hypogastrura crassa ingår i släktet Hypogastrura och familjen Hypogastruridae. Inga underarter finns listade i Catalogue of Life.